# Flowers Cabin
Pour les articles homonymes, voir Flowers.
La Flowers Cabin – ou Wild Vic's Cabin – est une cabane en rondins située dans le comté de Newton, dans l'Arkansas (États-Unis) . Protégée au sein de la Buffalo National River, elle est inscrite au Registre national des lieux historiques depuis le 6 janvier 2021.